# Elecciones parlamentarias de Seychelles de 2016
Las elecciones parlamentarias de Seychelles de 2016 tuvieron lugar entre el 8 y el 10 de septiembre del mencionado año con el objetivo de renovar los 33 escaños de la Asamblea Nacional para el período 2016-2021. Fueron las sextas elecciones parlamentarias desde la restauración de la democracia multipartidista, y la decimocuarta elección parlamentaria bajo sufragio universal. De los 33 escaños, 25 serían elegidos directamente mediante escrutinio mayoritario uninominal, mientras que los otros 8 serían designados proporcionalmente en base al porcentaje de votos obtenido por cada partido a nivel nacional.
Estos comicios tuvieron un carácter histórico, debido a que la coalición Unión Democrática Seychellense (en criollo seychellense: Linyon Demokratik Seselwa) obtuvo una estrecha victoria con el 49.59% de los votos y la mayoría absoluta en la Asamblea con 19 de los 33 escaños. El oficialista Partido Popular (Parti Lepep o PL), gobernante del país desde 1977, obtuvo casi la totalidad del voto restante, con el 49.22% y los otros 14 escaños. El derechista Movimiento Patriótico de Seychelles (SPM), obtuvo el 0.98%, fracasando en obtener escaños, y los candidatos independientes el 0.21% restante (128 votos). Aunque la diferencia entre las dos fuerzas más votadas fue de tan solo 226 votos, fue la primera derrota electoral del Partido Popular desde las elecciones de 1974.
El presidente de Seychelles desde 2004, James Michel, reconoció la derrota y presentó su renuncia el 16 de octubre de 2016, menos de diez meses después de haber asumido su tercer mandato, afirmando la necesidad de un liderazgo más joven para renovar el Partido Popular. Fue sucedido por su vicepresidente Danny Faure, con su mandato destinado a finalizar en 2020.

## Antecedentes
Seychelles es una república presidencialista gobernada por el Partido Popular (o Parti Lepep) desde 1977, cuando France-Albert René realizó un golpe de Estado contra el gobierno democrático elegido antes de la independencia. Entre 1977 y 1991, Seychelles fue un estado de partido único. Desde 1992, el país accedió a la democracia con elecciones multipartidistas para el presidente de la república y la Asamblea Nacional. El Partido Popular continuó ganando las elecciones durante este período bajo los gobiernos de France-Albert y de James Michel. Aunque las elecciones en Seychelles han sido consideradas limpias por observadores internacionales, se han observado notorias deficiencias en el manejo del proceso electoral, y se considera que la financiación oficialista mediante recursos del estado como un factor injusto, que impide una consolidación definitiva de la democracia.
Las elecciones parlamentarias de 2011 serían los primeros comicios desde la crisis económica iniciada con la Gran Recesión en 2008, por lo que se consideraba que serían un duro desafío electoral para el gobierno del PL. Pero debido a la decisión del gobierno de adelantar los comicios, considerada unilateral por la oposición, la mayoría de los partidos opositores optó por el boicot aduciendo falta de garantías, lo que provocó que el PL lograra un abrumadora victoria con el 88.56% de los votos y la totalidad de los escaños (entonces 31). Sin embargo, la posición del gobierno estuvo lejos de ser segura: un 31.88% de los votos emitidos fueron en blanco o anulados, y la participación fue inferior al 75% (aunque en Seychelles el voto no es obligatorio, la abstención es poco habitual).
Para las elecciones presidenciales de 2015, Michel se presentó a la reelección por un tercer mandato y fue el candidato más votado con el 47.76% de los votos, pero por primera vez en la historia de Seychelles, fracasó en obtener más del 50% requerido para ser elegido en primera vuelta, requiriéndose entonces una segunda vuelta o balotaje entre él y Wavel Ramkalawan, del Partido Nacional de Seychelles (SNP), que había quedado segundo con el 35.33%. Para la segunda vuelta, la candidatura de Ramkalawan fue apoyada por casi todos los candidatos derrotados, formándose la alianza "Unión por el Cambio" para disputar el desempate presidencial. Michel se impuso ante Ramkalawan por tan solo 193 votos exactos (50.15% contra 49.85% de Ramkalawan), en medio de acusaciones de fraude electoral de parte de la oposición. Asumió su tercer mandato el 20 de diciembre de 2015.

## Sistema electoral
Los 33 escaños de la Asamblea Nacional unicameral de Seychelles son elegidos para un mandato de cinco años reelegibles mediante un sistema mixto que combina el escrutinio mayoritario uninominal con la representación proporcional. 25 escaños son elegidos en circunscripciones de un solo miembro por simple mayoría de votos, mientras que restantes son designados en base al voto popular obtenido por cada partido a nivel nacional. Puede haber entre 6 y 10 escaños designados dependiendo de la cantidad de partidos que hayan superado el 10% de los votos, y un partido recibirá un escaño proporcional por cada vez que supere este porcentaje.

## Observación internacional
Dos grupos internacionales de observadores estuvieron presentes durante la elección, la Comunidad de Desarrollo de África Austral (SADC) y la Unión Africana (UA). El equipo de observadores de la SADC de 19 miembros provenía de ocho países miembros de la SADC y cubrió los 25 distritos electorales. La UA envió un equipo de observadores histórico compuesto únicamente por mujeres, dirigido por Fatuma Ndangiza, presente en el país del 1 al 15 de septiembre. Dos grupos de observadores locales, Citizens Democracy Watch Seychelles (CDWS) y la Asociación para los Derechos, la Información y la Democracia (ARID) también proporcionaron comentarios.

## Resultados

### Nivel nacional
|  | 49.59 % |

|  | 49.22 % |

|  | 0.98 % |

|  | 0.21 % |

|  | 97.54 % |

|  | 2.46 % |

|  | 100.00 % |

|  | 87.50 % |

### Resultado por distrito electoral
|  | 50.22 % |

|  | 46.01 % |

|  | 2.70 % |

|  | 1.07 % |

|  | 98.37 % |

|  | 1.63 % |

|  | 100.00 % |

|  | 87.78 % |

|  | 53.58 % |

|  | 45.43 % |

|  | 0.99 % |

|  | 97.78 % |

|  | 2.22 % |

|  | 100.00 % |

|  | 88.64 % |

|  | 57.77 % |

|  | 41.03 % |

|  | 1.20 % |

|  | 97.99 % |

|  | 2.01 % |

|  | 100.00 % |

|  | 86.62 % |

|  | 53.51 % |

|  | 45.93 % |

|  | 0.56 % |

|  | 97.35 % |

|  | 2.65 % |

|  | 100.00 % |

|  | 87.58 % |

|  | 57.49 % |

|  | 40.12 % |

|  | 1.34 % |

|  | 1.06 % |

|  | 97.40 % |

|  | 2.60 % |

|  | 100.00 % |

|  | 89.12 % |

|  | 57.67 % |

|  | 41.80 % |

|  | 0.53 % |

|  | 96.59 % |

|  | 3.41 % |

|  | 100.00 % |

|  | 85.84 % |

|  | 53.43 % |

|  | 45.57 % |

|  | 1.00 % |

|  | 97.62 % |

|  | 2.38 % |

|  | 100.00 % |

|  | 88.56 % |

|  | 57.01 % |

|  | 42.01 % |

|  | 0.98 % |

|  | 98.17 % |

|  | 1.83 % |

|  | 100.00 % |

|  | 85.71 % |

|  | 53.36 % |

|  | 46.01 % |

|  | 0.63 % |

|  | 97.64 % |

|  | 2.36 % |

|  | 100.00 % |

|  | 86.80 % |

|  | 51.71 % |

|  | 47.70 % |

|  | 0.59 % |

|  | 97.53 % |

|  | 2.47 % |

|  | 100.00 % |

|  | 86.46 % |

|  | 62.13 % |

|  | 37.39 % |

|  | 0.48 % |

|  | 97.67 % |

|  | 2.33 % |

|  | 100.00 % |

|  | 89.56 % |

|  | 50.75 % |

|  | 48.40 % |

|  | 0.85 % |

|  | 97.52 % |

|  | 2.48 % |

|  | 100.00 % |

|  | 87.47 % |

|  | 53.47 % |

|  | 45.56 % |

|  | 0.97 % |

|  | 97.23 % |

|  | 2.77 % |

|  | 100.00 % |

|  | 84.06 % |

|  | 55.93 % |

|  | 43.06 % |

|  | 1.01 % |

|  | 97.78 % |

|  | 2.22 % |

|  | 100.00 % |

|  | 87.39 % |

|  | 49.19 % |

|  | 48.16 % |

|  | 2.65 % |

|  | 97.95 % |

|  | 2.05 % |

|  | 100.00 % |

|  | 88.38 % |

|  | 70.15 % |

|  | 29.08 % |

|  | 0.77 % |

|  | 97.02 % |

|  | 2.98 % |

|  | 100.00 % |

|  | 87.07 % |

|  | 50.85 % |

|  | 46.70 % |

|  | 2.45 % |

|  | 97.88 % |

|  | 2.12 % |

|  | 100.00 % |

|  | 89.18 % |

|  | 51.16 % |

|  | 47.21 % |

|  | 0.89 % |

|  | 0.79 % |

|  | 97.28 % |

|  | 2.72 % |

|  | 100.00 % |

|  | 88.00 % |

|  | 50.85 % |

|  | 46.70 % |

|  | 2.45 % |

|  | 97.88 % |

|  | 2.12 % |

|  | 100.00 % |

|  | 89.18 % |

|  | 51.41 % |

|  | 47.82 % |

|  | 0.77 % |

|  | 97.25 % |

|  | 2.75 % |

|  | 100.00 % |

|  | 87.68 % |

|  | 56.68 % |

|  | 41.97 % |

|  | 1.35 % |

|  | 97.09 % |

|  | 2.91 % |

|  | 100.00 % |

|  | 88.01 % |

|  | 52.94 % |

|  | 45.93 % |

|  | 1.13 % |

|  | 97.84 % |

|  | 2.16 % |

|  | 100.00 % |

|  | 91.08 % |

|  | 57.29 % |

|  | 42.01 % |

|  | 0.70 % |

|  | 97.72 % |

|  | 2.28 % |

|  | 100.00 % |

|  | 88.95 % |

|  | 55.52 % |

|  | 44.48 % |

|  | 97.26 % |

|  | 2.74 % |

|  | 100.00 % |

|  | 84.76 % |

|  | 52.35 % |

|  | 47.65 % |

|  | 97.12 % |

|  | 2.88 % |

|  | 100.00 % |

|  | 90.29 % |